# Ossenmarkt (Groningen)
De Ossenmarkt is een plein in Groningen. Het plein ligt direct ten noorden van de historische binnenstad en grenst aan het water van de Spilsluizen en het Lopende diep. 
Tegenwoordig wordt het plein alleen nog gebruikt tijdens de kermis en wordt er tijdens Gronings Ontzet een paardenmarkt gehouden. Onder de Ossenmarkt bevindt zich een parkeergarage.

## Geschiedenis
Ter plaatse lag in de 16e eeuw het Boteringerondeel, een verdedigingswerk voor de Boteringepoort.
De Ossenmarkt werd aangelegd na de realisatie van de Grote Uitleg van Groningen en werd voltooid in of vóór oktober 1621. Op 18 maart 1626 werd de veemarkt ('beestenmarkt') hier gevestigd. Deze werd ruim twee-en-een-halve eeuw gehouden tot 1892, toen deze werd verplaatst naar de Veemarkt. 
Het westelijk deel van het plein stond oorspronkelijk bekend als de beplante Ossenmarkt. Aan dat deel werd in de negentiende eeuw het H.D. Guyot Instituut gevestigd. Sinds 1890 staat dit deel bekend als het Guyotplein.
Met name aan de noordzijde van het plein staat een aantal monumentale panden, waarvan het Sichtermanhuis, gebouwd in opdracht van Jan Albert Sichterman, het meest imponerend is. Oorspronkelijk was het een geheel, maar na zijn dood werd het in tweeën gesplitst. De panden ernaast, op de hoek van de Nieuwe Boteringestraat gingen in 1945 verloren door oorlogsgeweld.

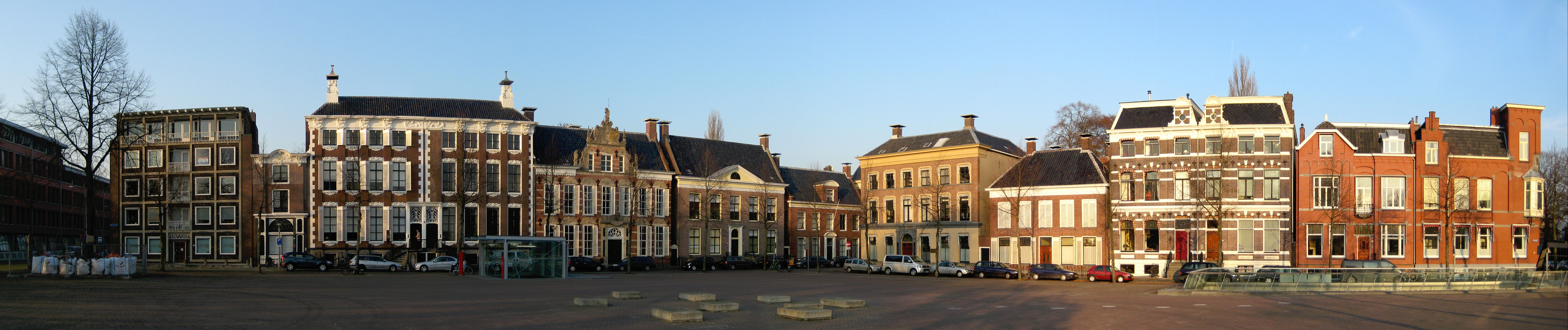
De noord- en oostzijde van de Ossenmarkt in 2011

## Rijksmonumenten
Aan de Ossenmarkt staan zes rijksmonumenten.
| Adres           | Beschrijving                                        | Foto |
| --------------- | --------------------------------------------------- | ---- |
| Ossenmarkt 3    | Oorspronkelijk het koetshuis van het Sichtermanhuis |      |
| Ossenmarkt 4-4a | Het Sichtermanhuis (oorspronkelijk ontwerp)         |      |
| Ossenmarkt 5    |                                                     |      |
| Ossenmarkt 6    |                                                     |      |
| Ossenmarkt 7    | Kantongerecht                                       |      |
| Ossenmarkt 8    |                                                     |      |